# Kardanův závěs

Setrvačník v Kardanově závěsu s volným pohybem ve třech osách

Kardanův závěs je uložení, které umožňuje zavěšenému přístroji volný pohyb ve všech třech osách. Tvoří je tři v sobě umístěné obvykle kovové prstence, spojené otočnými čepy tak, že osy čepů sousedících prstenců jsou navzájem kolmé. Užívá se k zavěšení kompasu, lodního chronometru nebo jiného citlivého zařízení, jehož činnost by změna polohy mohla ovlivnit. Zařízení bylo známo už ve starověku (Filón Byzantský, kolem 230 př. n. l.) a ve středověku. Svůj název získal na počest italského matematika a fyzika Gerolama Cardana (1501–1576), který jej podrobně popsal ve své knize Důmyslné uspořádání věcí.
Jiné použití představuje gyroskop – setrvačník, uložený v Kardanově závěsu (viz obrázek). Protože setrvačník udržuje stálý směr své osy, může se z jeho polohy určovat poloha například letadla, v němž je umístěn.

## Historie

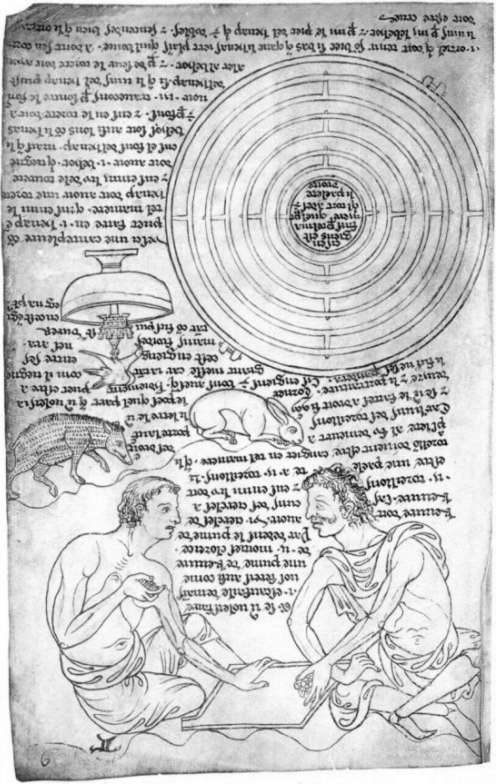
Kardanova hřídel v knize Villarda de Honnecourta

První zmínka o kardanu ze 3. století před naším letopočtem a se připisuje řeckému matematikovi Filónu Byzantskému. Vědci však v současné době zastávají názor, že kardan nemůže mít jednoho vynálezce. Dokazuje to argument, že se v Ódě na krásy,[ujasnit][kde?] která sahá až do roku 140 př. n. l., nachází popis zařízení, které je velmi podobné kardanovému závěsu. Kolem roku 180 n. l., jej znovu objevil čínský inženýr Ding Huan. Toto zařízení pak bylo ve starověké Číně velmi populární. Bylo používáno ve vojenských a domácích činnostech v různých variantách, vytvořených čínskými inženýry. Ale pak byl princip tohoto zařízení ztracen.[zdroj?]
Díky arabskému překladu Filóových děl se tento mechanismus objevil i v Evropě. Vědci uznali tento překlad poté, co byl potvrzen Carrou de Vaux – autorkou nejuznávanějšího francouzského překladu.[ujasnit]
O dalších 800 let později Robert Hooke v spolupráci s dalšími vědci změnil obvyklé používání kardanového závěsu a začal jej používat ne ke stabilizaci ústředního prvku, ale k přenosu vnějších sil. Tento vynález tvoří např. základ mechanismu přenosu energie moderních automobilů.
V Evropě byla zmínka o tomto zařízení nalezena v knize Malý klíč ke kresbě (Mappae Сlavicula) z 9. století, později v knize kreseb francouzského architekta 13. století Villarda de Honnecourt (viz vyobrazení).

## Kardanova hřídel

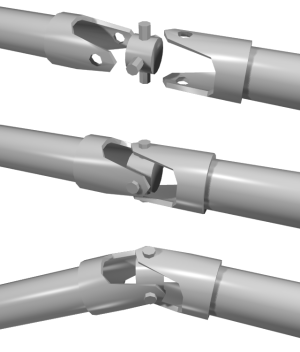
Kardanův kloub s volným pohybem ve dvou osách

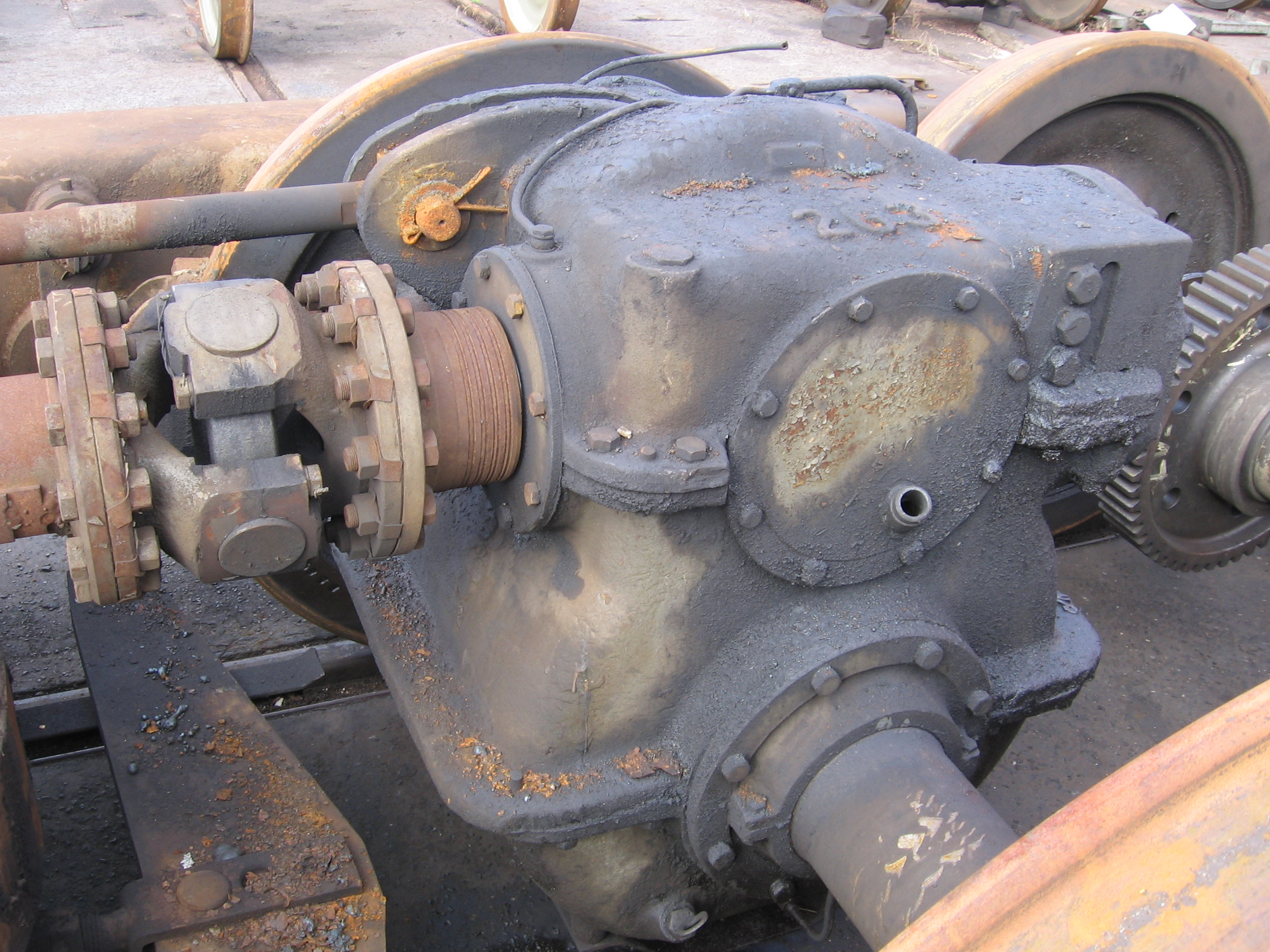
Jeden ze dvou Kardanových kloubů spojovacího hřídele nápravových převodovek lokomotivy T 444.0 nebo 1 ČSD

Jednodušší zařízení, které se skládá ze dvou navzájem kolmo umístěných vidlic, spojených (ježkem) se zkříženými osami v úhlu 90°, se někdy nazývá Kardanův kloub. Používá se jako spojka pro přenos točivého momentu tam, kde osy hnacího a hnaného hřídele mohou být různoběžné, případně se vůči sobě pohybují v rozsahu daném možným úhlem vychýlení kloubu. Kardanův kloub není homokinetický (stejnoběžný). Je zachován směr otáčení, ale vzhledem ke konstrukci Kardanova kloubu dochází v průběhu jedné půlotáčky k periodické odchylce úhlové rychlosti hnaného hřídele vůči rychlosti hnacího hřídele. Jinými slovy, když se hnací hřídel otáčí konstantní rychlostí, úhlová rychlost hnaného hřídele kolísá tím více, čím více se osy hřídelů odchylují.
Nejčastějším použitím je Kardanova hřídel nebo stručně kardan v pohonech, u kterých je třeba počítat s většími vzájemnými pohyby jednotlivých částí. Typickým příkladem je pohon kol vozidla (automobil, tramvaj, lokomotiva atd.). Skládá se ze dvou za sebou řazených Kardanových kloubů, obvykle ještě doplněných úpravou umožňující malou změnu délky hřídele (střední část bývá dělená pomocí drážkovaného spoje). Pokud jsou oba klouby zalomeny o stejný úhel (v absolutní hodnotě, v téže rovině), pak je Kardanova hřídel jako celek homokinetická – odchylky rotace obou kloubů se navzájem ruší.
Jednodušší řešení pro malé úhly vychýlení je pružná či Hardyho spojka, kde funkci zkřížených os zastává pružné mezikruží.

## Použití
V současné době se kardanový závěs nejčastěji používá ve fotografii a kině pro přenosné fotografické vybavení. Co je zajímavé, používá se ve všech zařízeních od malých fotoaparátů po fotografické dalekohledy. Přenosné tříosé závěsy se používají ke stabilizaci videokamer pro fotografování bez vibrací nebo otřesů.